# Georg Ernst Wilhelm Berg
Georg Ernst Wilhelm Berg (* 13. August 1876 in Dresden; † 13. November 1946 in Berlin) war ein deutscher Geologe und Mineraloge.

## Leben

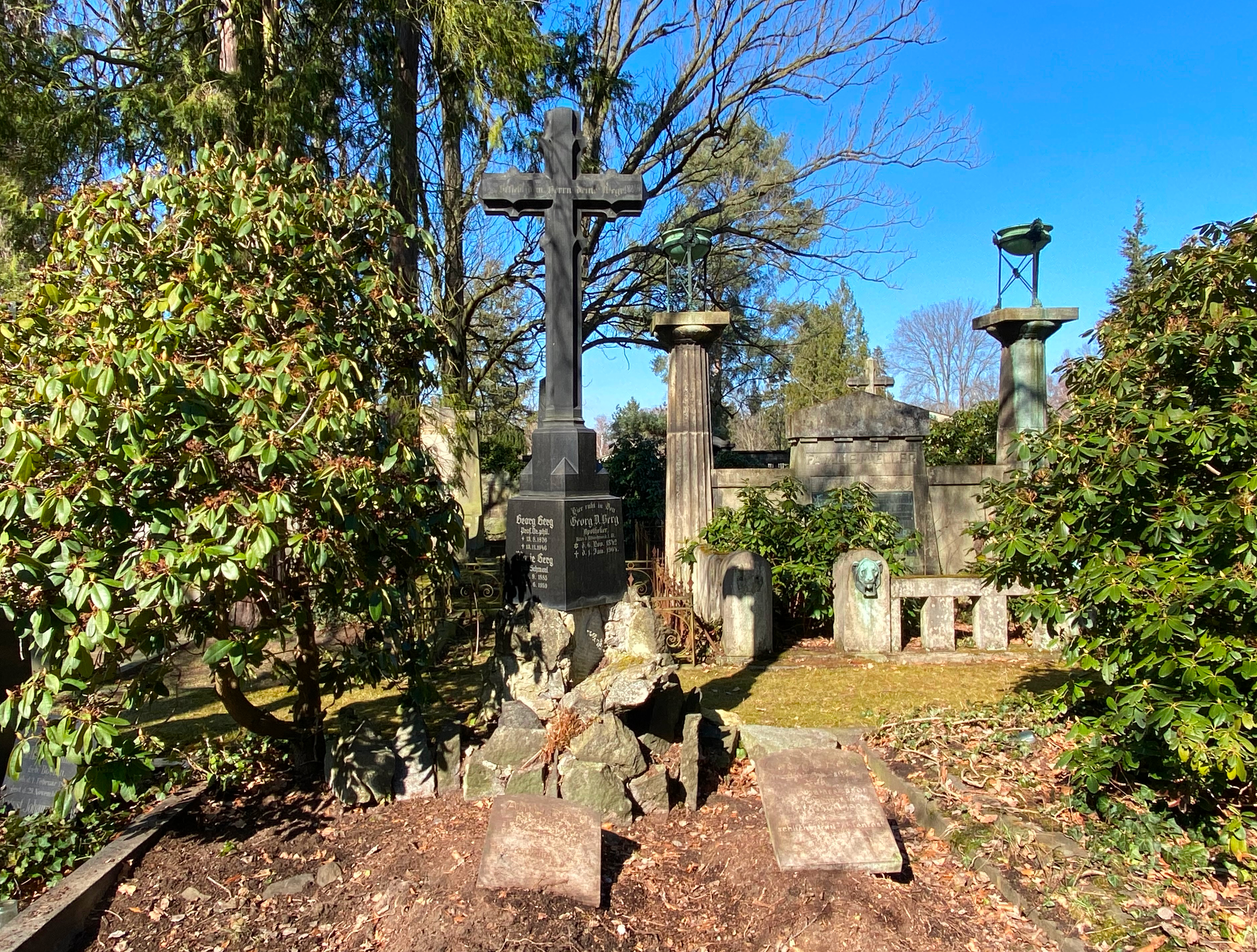
Grab von Georg Berg auf dem Dresdner Johannisfriedhof

Georg Berg besuchte in Dresden zunächst das Gymnasium zum Heiligen Kreuz und machte Ostern 1896 auf dem Annenrealgymnasium sein Abitur. Anschließend studierte er an der Bergakademie Freiberg und erwarb im Herbst 1901 das Diplom als Bergingenieur. 1901 immatrikulierte er sich an der Universität Leipzig, wo er 1903 mit einer Arbeit über die Magneteisenerzlager von Schmiedeberg im Riesengebirge promoviert wurde. Von 1903 bis zur Auflösung am 1. April 1939 war er an der Preußischen Geologischen Landesanstalt tätig.
Er lieferte bedeutende Arbeiten zur Petrographie, Geochemie und Lagerstättenkunde. Im Jahr 1946 wurde er zum Mitglied der Leopoldina gewählt.
Berg verstarb 1946 in Berlin und wurde auf dem Johannisfriedhof in Dresden beigesetzt.

## Schriften
- Die Magneteisenerzlager von Schmiedeberg im Riesengebirge. A. W. Schade, Berlin 1903  Archive
- Die mikroskopische Untersuchung der Erzlagerstätten. Gebrüder Borntraeger, Berlin 1915 Archive
- Der Granit des Riesengebirges und seine Ganggesteine (Petrographische Studien). Abhandlungen der Preußischen Geologischen Landesanstalt, N.F., 94, Berlin 1923
- mit Fritz Behrend: Chemische Geologie. F. Enke, Stuttgart 1927
- Vorkommen und Geochemie der mineralischen Rohstoffe. Einführung in die Geochemie und Lagerstättenlehre, besonders für Chemiker und Studierende der allgemeinen Naturwissenschaften. Akademische Verlagsgesellschaft, Leipzig 1929
- Das Vorkommen der chemischen Elemente auf der Erde. J. A. Barth, Leipzig 1932
- Vergleichende Petrographie oolithischer Eisenerze. Archiv für Lagerstättenforschung, 76, Reichsamt für Bodenforschung, Berlin 1944